# Парламентские выборы во Франции (1968)
Внеочередные парламентские выборы 1968 года во Франции состоялись 23 и 30 июня после роспуска парламента президентом республики Шарлем де Голлем. На них было избранo четвёртоe Национальное собрание Пятой республики.

## Контекст выборов и их последствия
На предыдущих парламентских выборах 1967 года президентское большинство получило лишь небольшое преимущество. Через год после них во Франции развернулись «майские события 68 года» — серьёзнейший социальный кризис, вылившийся в демонстрации, массовые беспорядки и всеобщую забастовку. Кризис начался в студенческой среде, но затем перекинулся на профсоюзы. Это были одни из самых массовых забастовок в истории Франции.
В ответ на них премьер-министр Жорж Помпиду заявил: «реформе — да, беспорядкам — нет». В то время пока премьер-министр вёл переговоры с представителями профсоюзов (Гренейское соглашение), де Голль объявил референдум о распределении доходов компаний. Однако, после секретной поездки в Баден-Баден де Голль отменил референдум и решил распустить парламент.
Парламентские выборы ознаменовали окончание конфликта. Помпиду призывал в предвыборной кампании к «защите республики» перед лицом «коммунистической опасности» и воззвал к «молчаливому большинству». В результате выборов президентский Союз защиты республики получил абсолютное большинство в парламенте, впервые в истории Франции. В результате поражения левых Федерация демократических и социалистических левых развалилась.
Таким образом, народ ясно высказался за возвращение к порядку. Однако, лишь через год после этих событий де Голль проиграл референдум по реформе Сената и местной власти и вынужден был уйти в отставку.

## Результаты

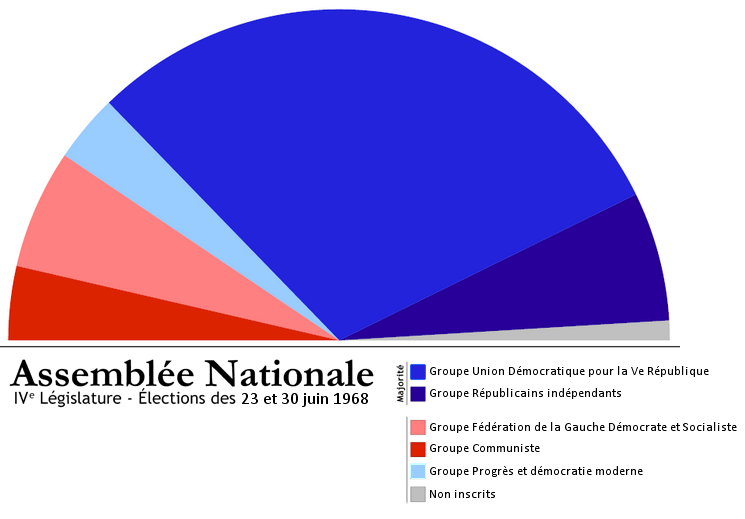
Распределение голосов по партиям.

| Партии и коалиции                            | Партии и коалиции                                                                                    | Сокр. | Голоса (тур 1) | % (тур 1) | Места (тур 2) |
| -------------------------------------------- | --- | ----- | -------------- | --------- | ------------- |
|                                              | Союз в защиту республики (Union pour la défense de la République)                                    | UDR   | 8 442 413      | 38.1      | 294           |
|                                              | Прогресс и современная демократия (Progrès et démocratie moderne)                                    | PDM   | 2 289 849      | 10.3      | 27            |
|                                              | Независимые республиканцы (Républicains indépendants)                                                | RI    | 1 225 119      | 5.5       | 64            |
|                                              | Прочие правые                                                                                        | DVD   | 917 753        | 4.1       | 9             |
|                                              | Всего правые ("Президентское большинство", и and PDM)                                                |       | 12 875 134     | 58.1      | 394           |
|                                              | Французская коммунистическая партия (Parti communiste français)                                      | PCF   | 4 434 832      | 20.0      | 34            |
|                                              | Федерация демократических и социалистических левых (Fédération de la gauche démocrate et socialiste) | FGDS  | 3 660 250      | 16.5      | 57            |
|                                              | Объединённая социалистическая партия (Parti socialiste unifié)                                       | PSU   | 873 581        | 3.9       | -             |
|                                              | Всего левые                                                                                          |       | 9 132 145      | 41.2      | 91            |
|                                              | Прочие                                                                                               |       | 111 200        | 0.5       | -             |
|                                              | Республиканский альянс за свободу и прогресс (Alliance républicaine pour les libertés et le progrès) | ARPL  | 28 736         | 0.1       | -             |
|                                              | Всего                                                                                                |       | 22 147 215     | 100       | 485           |
| Не участвовало: 20.0% (тур 1); 22.2% (тур 2) | |       |                |           |               |